# Université nationale et capodistrienne d'Athènes
L’université nationale et capodistrienne d’Athènes (grec moderne : Εθνικόν και Καποδιστριακόν Πανεπιστήμιον Αθηνών), souvent appelée simplement université d’Athènes, est la plus ancienne université de l’est de la mer Méditerranée et fut fondée le 3 mai 1837. Aujourd’hui, c’est la seconde plus importante université de Grèce après l’université Aristote de Thessalonique avec plus de 50 000 étudiants. Elle est considérée comme l’université la plus prestigieuse du pays.
Elle est desservie par la station Panepistímio de la ligne 2 du métro d'Athènes.

## Historique

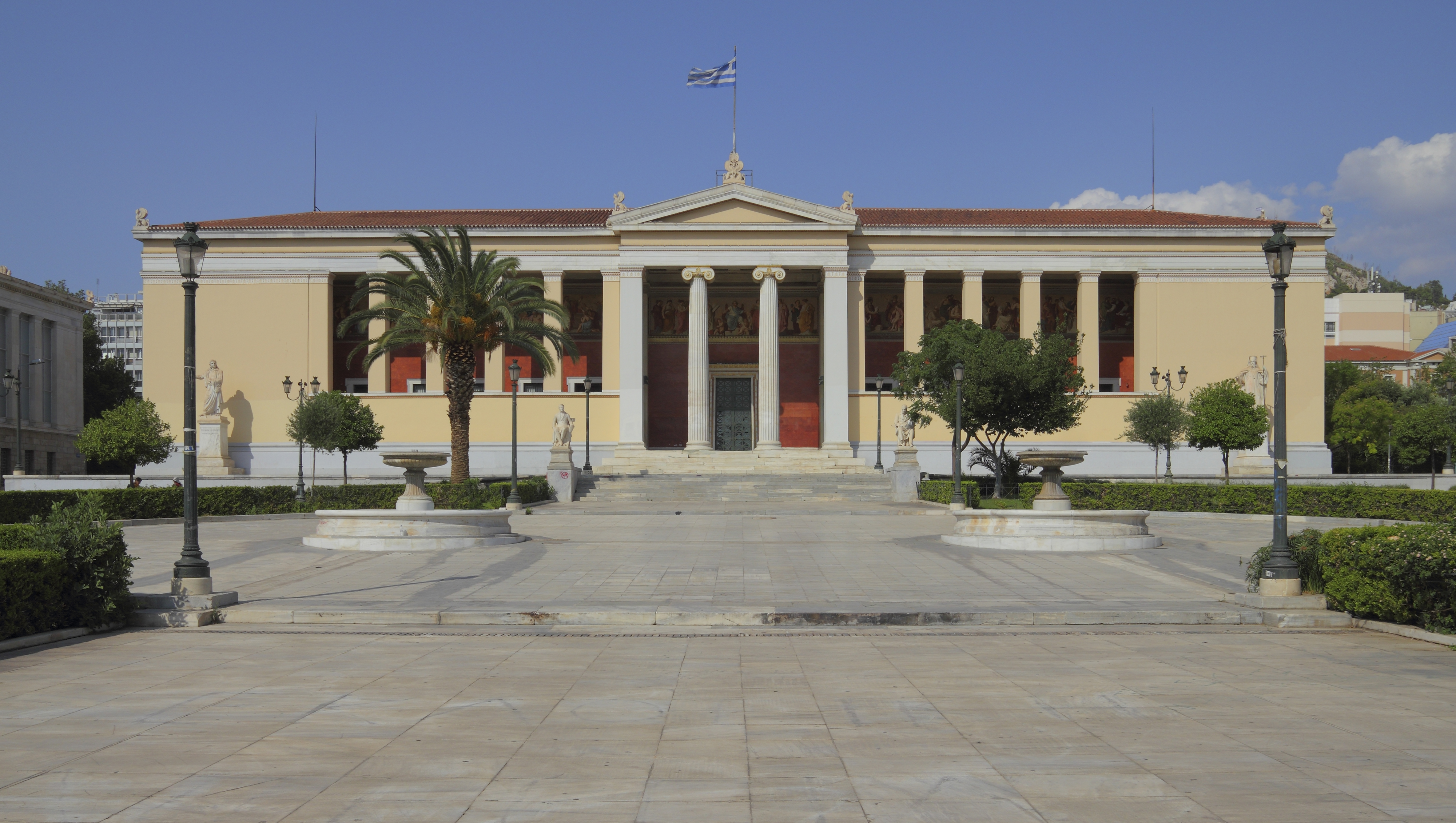
Le propylée de l'université d'Athènes.

L’université d’Athènes fut fondée le 3 mai 1837 et élut domicile dans la résidence de l’architecte Stamátios Kleánthis, au nord-ouest de l’Acropole. Elle fut la première université non seulement du jeune État grec mais aussi de tous les Balkans et l’est de la mer Méditerranée en général.
L’« université othonienne » (du nom du roi Othon qui fut l’instigateur de sa création) était constituée de quatre facultés : théologie, droit, médecine et arts (qui incluait les sciences et les mathématiques). Elle accueillait 33 professeurs, 52 étudiants et 75 « auditeurs ». En novembre 1841, les cours commencèrent dans un nouveau bâtiment, les Propylea, dessinées par l’architecte danois Theophil Hansen.
Un changement majeur dans la structure de l’université a lieu en 1904, lorsque la faculté d’arts fut scindée en deux facultés distinctes : faculté d’arts et faculté de sciences, celle-ci composée des départements de physique et mathématiques et de l’école de pharmacie. En 1919, un département de chimie fut créé et, en 1922, l’école de pharmacie fut renommée en département de pharmacie. Plus tard, l’école d’odontologie fut ajoutée dans la faculté de médecine. Elle fut renommée en 1911 « université capodistrienne » en hommage à Ioánnis Kapodístrias.
Dans cette première période « héroïque » de l’éducation grecque, les facultés de l’université d’Athènes firent de gros efforts pour combler le retard avec les anciennes universités des autres pays.
Entre 1895 et 1911, mille nouveaux étudiants en moyenne intégrèrent les facultés chaque année, nombre qui s’éleva à deux mille à la fin de la Première Guerre mondiale. De ce fait, on décida au début de l’année universitaire 1927-1928 de mettre en place des examens d’entrée pour toutes les facultés. Depuis 1954, le nombre d’étudiants admis chaque année est fixé par le ministère de l’Éducation et de la Religion, sur proposition des facultés.
Dans les années 1960, des travaux de construction débutèrent sur le campus de l’Université dans la banlieue d’Ilíssia. Le campus d’Ilíssia accueille actuellement les écoles de philosophie, de théologie et de sciences.
Dans les années 2010, la politique de rigueur adoptée par les gouvernements successifs en réponse à la crise de la dette se traduit dans le cas de l’université capodistrienne par une réduction de 40 % des effectifs. En réaction, le personnel entame une grève générale, commencée fin septembre (soit 16 semaines de grève début janvier 2014). Son président soutient la grève, et n’ouvre les bâtiments que pour les réunions politiques du parti SYRIZA, dirigé par Aléxis Tsípras. Le gouvernement demande une réduction d’effectifs de 25 000 fonctionnaires, ce qui déclenche une grève générale dans les principales universités (université de Thessalonique, d’Ioannina, de Patras, de Crète), défendue par les présidents d’université. Ces réductions d’effectifs sont demandées aux universités, alors qu’elles manquent déjà fortement d’employés enseignants et non-enseignants selon les standards internationaux (1,6 pour cent étudiants, contre 7,9 au Royaume-Uni et 9,5 aux États-Unis).
Cette grève est suivie par l’ensemble des universités et grandes écoles grecques, mais l’université capodistrienne est la seule à ne pas interrompre la grève en décembre,.

## Écoles et facultés
L’université d’Athènes est divisée en « facultés » (σχολές), elles-mêmes divisées en « départements » (τμήματα) constitués de « sections » (τομείς) :
- Faculté de théologie
  - Département de théologie
  - Département de théologie sociale
- Faculté des lettres
  - Faculté de philologie
  - Faculté d’histoire et archéologie
  - Faculté de philosophie, pédagogie et psychologie
  - Faculté d’études anglaises
  - Département de langue et littérature françaises
    - Section de Langue française et Linguistique
    - Section de Littérature française
    - Section de l'Histoire de la civilisation française
    - Section de Traduction et Traductologie (non opérationnelle pour le moment)

  - Faculté d’études germaniques
  - Faculté de italien et langue et littérature espagnoles
  - Faculté d’études théâtrales
  - Faculté d’études musicales
  - Faculté de turc et études asiatiques modernes
- École de soins de santé
  - Faculté de médecine
  - Faculté d’odontologie
  - Faculté de pharmacie
  - Faculté de soin infirmier
- École de droit
  - Faculté de droit
- École de sciences économiques et politiques
  - Faculté d’études financières
  - Faculté de science politique et administration publique
- École de sciences
  - Faculté de physiqueDépartement de physique d'Athènes
  - Faculté de biologie
  - Faculté de géologie
  - Faculté de chimie
  - Faculté de mathématiques
  - Faculté d’informatique et télécommunications
- Facultés indépendantes
  - Faculté de éducation physique et de sciences du sport
  - Faculté de l’enseignement primaire
  - Faculté de crèche
  - Faculté d’études de communication et des Mass Media
  - Faculté de philosophie et d’histoire de la science

Le campus principal est situé à Zográfou, où se trouvent les écoles de science, théologie et philosophie. D’autres campus moins grands sont à Goudí, où se trouve l’école de soins de santé, et à Dáfni, qui abrite la faculté d’éducation physique et de science du sport. Les facultés de media, éducation, économie, droit et administration publique se situent dans des bâtiments au centre d’Athènes. Le siège historique de l’administration s’y situe aussi, sur l’avenue Panepistimíou.

## Recherche
La recherche de l’université d’Athènes est étroitement liée aux hôpitaux et aux instituts de recherche de la métropole, dont le Centre national de recherche de sciences physiques "Demokritos", la Fondation nationale de la recherche de Grèce (EIE), l’Observatoire national d’Athènes, l’Institut Pasteur hellénique, le Centre de Recherche en Sciences Biomédicales "Alexander Fleming" (BSRC), le Centre national pour la recherche marine (NCMR) et la Fondation pour la recherche biomédicale de l'Académie d'Athènes (IBEAA).

## Évènements
Depuis 2007, l'université d'Athènes coorganise avec la ville de Delphes la remise du titre Homo hellenicus, décerné à des personnalités du monde académique international et de l'espace politique contribuant par leur vie et leur œuvre à la diffusion et la propagation des valeurs de l'hellénisme.

## Personnalités liées à l'université

### Étudiants
- Georges Séféris (Prix Nobel de littérature, 1963)
- Odysséas Elýtis (Prix Nobel de littérature, 1979)
- Georgios Papanicolaou
- Fótis Kafátos
- Archevêque Anastase d'Albanie
- Pantéleimôn Kotókos
- Elefthérios Venizélos
- Kóstas Karamanlís
- Déspina Chatzivasilíou-Tsovíli
- Andréas Papandréou
- Theódoros Pángalos
- Ekateríni Sakellaropoúlou
- Theo Angelopoulos
- Mimí Deníssi
- Cornelius Castoriadis
- Hélène Ahrweiler
- Nikos Aliagas
- Panagióta Daskalopoúlou
- María Laïná
- María Chors
- Giórgos Thémelis
- Kleóvoulos Klónis
- Élli Lambrídi